# Брюс (Міссісіпі)
Брюс (англ. Bruce) — місто (англ. town) в США, в окрузі Калгун штату Міссісіпі. Населення — 1707 осіб (2020).

## Географія
Брюс розташований за координатами 33°59′27″ пн. ш. 89°20′44″ зх. д. / 33.99083° пн. ш. 89.34556° зх. д. (33.990906, -89.345464).  За даними Бюро перепису населення США в 2010 році місто мало площу 6,31 км², уся площа — суходіл.

## Демографія
Згідно з переписом 2010 року, у місті мешкало 1939 осіб у 829 домогосподарствах у складі 508 родин. Густота населення становила 307 осіб/км².  Було 962 помешкання (152/км²).
Расовий склад населення:
| - 49,4 % — білих - 47,2 % — чорних або афроамериканців - 0,2 % — азіатів - 0,1 % — корінних американців - 1,7 % — осіб інших рас |

До двох чи більше рас належало 1,5 %. Частка іспаномовних становила 3,3 % від усіх жителів.
За віковим діапазоном населення розподілялося таким чином: 27,4 % — особи молодші 18 років, 56,8 % — особи у віці 18—64 років, 15,8 % — особи у віці 65 років та старші. Медіана віку мешканця становила 37,7 року. На 100 осіб жіночої статі у місті припадало 75,3 чоловіків;  на 100 жінок у віці від 18 років та старших — 72,2 чоловіків також старших 18 років.
Середній дохід на одне домашнє господарство  становив 45 641 долар США (медіана — 28 631), а середній дохід на одну сім'ю — 60 474 долари (медіана — 43 250). Медіана доходів становила 33 625 доларів для чоловіків та 28 750 доларів для жінок. За межею бідності перебувало 31,9 % осіб, у тому числі 45,7 % дітей у віці до 18 років та 19,8 % осіб у віці 65 років та старших.
Цивільне працевлаштоване населення становило 634 особи. Основні галузі зайнятості: освіта, охорона здоров'я та соціальна допомога — 20,7 %, виробництво — 17,4 %, публічна адміністрація — 9,6 %, роздрібна торгівля — 9,3 %.